# Torptjärnen (Sunne socken, Jämtland)
Torptjärnen är en sjö i Östersunds kommun i Jämtland och ingår i Indalsälvens huvudavrinningsområde. Sjön har en area på 0,0804 kvadratkilometer och ligger 353,6 meter över havet.

## Delavrinningsområde
Torptjärnen ingår i det delavrinningsområde (700065-143297) som SMHI kallar för Mynnar i Storsjön. Medelhöjden är 356 meter över havet och ytan är 6,79 kvadratkilometer. Det finns inga avrinningsområden uppströms utan avrinningsområdet är högsta punkten. Vattendraget som avvattnar avrinningsområdet har biflödesordning 2, vilket innebär att vattnet flödar genom totalt 2 vattendrag innan det når havet efter 246 kilometer. Avrinningsområdet består mestadels av skog (55 procent) och jordbruk (20 procent). Avrinningsområdet har 0,08 kvadratkilometer vattenytor vilket ger det en sjöprocent på 1,2 procent.